# Gustav Radicke
F.W. Gustav Radicke (* 18. Januar 1810 in Berlin; † 18. April 1883 in Bonn) war ein deutscher Physiker, Mathematiker und Hochschullehrer.

## Leben
Radicke studierte Naturwissenschaften. 1839 wurde er mit der Dissertation De phaenomenis quibusdam quae prismata Nicoliana offerunt, de subsidiisque quibus quam optime construantur commentatio an der Universität Berlin promoviert. In Berlin habilitierte er sich 1840 und lehrte anschließend als Privatdozent zunächst in Berlin, anschließend an der Universität Bonn. Ab 1845 war er Mitglied der Deutschen Physikalischen Gesellschaft.
Radicke erhielt 1847 eine Stelle als außerordentlicher Professor an der Bonner Universität, wobei ihm Vorlesungen der Mathematik und der theoretischen Physik übertragen wurden. Bereits ab 1843 verschlechterte sich seine Gesundheit, sodass er immer mehr an der wissenschaftlichen Arbeit gehindert war. Auch soll er kein besonderes Talent für die Lehre gezeigt haben. Deshalb erhielt schließlich Julius Plücker an seiner Stelle eine ordentliche Professur übertragen bekam.

## Werke (Auswahl)
- De phaenomenis quibusdam quae prismata Nicoliana offerunt, de subsidiisque quibus quam optime construantur commentatio, Nicolai, Berlin 1839.
- Handbuch der Optik : mit besonderer Rücksicht auf die neuesten Fortschritte der Wissenschaft, 2 Bände, Nocolai, Berlin 1839.
- Lehrbuch der Arithmetik und niederen Analysis: Zum Gebrauche bei Vorlesungen und zum Selbst-Unterricht,  Blum, Koblenz 1847.